# José Antonio Hermida
José Antonio Hermida Ramos (ur. 24 sierpnia 1978 w Puigcerdá) – hiszpański kolarz, srebrny medalista olimpijski, wielokrotny medalista mistrzostw świata i Europy w kolarstwie górskim, czterokrotnie drugi i dwa razy trzeci w klasyfikacji generalnej Pucharu Świata w kolarstwie górskim.

## Kariera
Pierwszy sukces w karierze José Antonio Hermida osiągnął w 1996 roku, kiedy podczas mistrzostw świata MTB w Cairns zdobył złoty medal w cross-country juniorów. Na rozgrywanych trzy lata później mistrzostwach świata w Åre wspólnie z Roberto Lezaunem, Margaritą Fullaną i Carlosem Colomą zdobył złoty medal w sztafecie. Hiszpanie zostali tym samym pierwszymi mistrzami świata w tej konkurencji. Podczas mistrzostw świata w Sierra Nevada w 2000 roku drużyna hiszpańska w składzie: Roberto Lezaun
Margarita Fullana, Iñaki Lejarreta i Hermida obroniła tytuł w sztafecie. Na tych samych mistrzostwach zdobył także złoto w kategorii U-23, podobnie jak na rozgrywanych w tym samym roku mistrzostwach Europy w Rhenen. Hiszpan wystąpił wtedy również na igrzyskach olimpijskich w Sydney, zajmując czwarte miejsce w cross-country. Walkę o brązowy medal przegrał z Christophem Sauserem ze Szwajcarii. W 2001 zdobył kolejne dwa medale: brązowy w sztafecie na mistrzostwach świata w Vail oraz srebrny indywidualnie na mistrzostwach Europy w St. Wendel. Następnie był pierwszy indywidualnie na ME w Zurychu, trzeci w sztafecie na ME 2003 w Grazu, pierwszy indywidualnie i trzeci w sztafecie podczas ME 2004 w Wałbrzychu, a na mistrzostwach świata w Livigno w 2005 roku ponownie zwyciężył w sztafecie, a indywidualnie zajął trzecie miejsce. W międzyczasie wystąpił na igrzyskach olimpijskich w Atenach, zdobywając srebrny medal. Wyprzedził go tylko Francuz Julien Absalon, a trzecie miejsce zajął Holender Bart Brentjens. Na następny sukces musiał poczekać trzy lata, kiedy na ME w Kapadocji zwyciężył w cross-country. Z igrzysk w Pekinie w 2008 roku wrócił bez medalu (10. miejsce), jednak na rozgrywanych rok później ME w Zoetermeer był drugi za Ralphem Näfem ze Szwajcarii. Kolejny medal zdobył podczas mistrzostw świata w Mont-Sainte-Anne w 2010 roku, gdzie indywidualnie był najlepszy. Hermida był także czwarty na igrzyskach w Londynie w 2012 roku, przegrywając walkę o podium z Włochem Marco Aurelio Fontaną o 4 sekundy. Na podium stanął za to na mistrzostwach świata w Pietermaritzburgu w 2013 roku. W cross-country był trzeci, za Szwajcarem Nino Schurterem i Niemcem Manuelem Fumicem.
Ponadto wielokrotnie stawał na podium zawodów Pucharu Świata w kolarstwie górskim, odnosząc sześć zwycięstw. W sezonach 2001, 2005, 2007 i 2009 był drugi w klasyfikacji generalnej, natomiast w sezonach 2006 i 2008 zajmował trzecie miejsce.
Hermida jest również mistrzem Hiszpanii w kolarstwie górskim z 2004 roku oraz w kolarstwie przełajowym z 2007 i 2008 roku. W latach 2010 i 2011 zdobywał srebrne medale mistrzostw kraju w kolarstwie przełajowym.